# Peri Mirim
Peri Mirim is een gemeente in de Braziliaanse deelstaat Maranhão. De gemeente telt 12.492 inwoners (schatting 2009).